# Togrulov toranj
Togrulov toranj (perz. برج طغرل; Bordž-e Togrul) je veliki mauzolej-toranj izgrađen tijekom seldžučkog razdoblja (11. − 12. st.) u srednjovjekovnom iranskom gradu Raju, danas dijelu suvremenog Teherana.

## Datiranje
Iako je toranj u narodu stoljećima nazivan po seldžučkom vladaru Togrulu iz sredine 11. stoljeća, njemački arheolog E. Herzfeld na Teheranskom bazaru pronašao je željeznu pločicu s natpisom koji toranj datira u ožujak 1140. godine. Stručnjaci pretpostavljaju da je natpis originalno stajao nad jednom od dvaju portala i prvotno nisu bili sigurni odnosi li se povijesni datum na čitavu građevinu ili isključivo portal, no povjesničar umjetnosti R. Hillenbrand tvrdi da datum savršeno odgovara vijencu mukarnasa što podrazumijeva da se mauzolej nije posvećen Togrulu I. (vl. 1037.−1063.), Togrulu II.  (vl. 1132.−1134.) ili Togrulu III. (vl. 1176.−1194.). Željezna pločica danas je pohranjena na Sveučilištu Michigan u Ann Arboru.

## Arhitektura
Glavna karakteristika tornja je da se njegov arhitektonski izražaj ne zasniva na ukrašavanju već na masi, čime se razlikuje od većine srednjovjekovnih građevina od opeke u Iranu. Toranj je valjkastog oblika, vanjskog promjera od 16,6 m odnosno visine od 20 m. Izvorna građevina bila je okrunjena kupolom i stožastim krovom koji su se urušili prilikom snažnog potresa. Tlocrt je poligonalnog odnosno zvijezdastog oblika jer se fasada sastoji od 22 trokutasta potpornja zbog statičke sigurnosti, dok su unutrašnji zidovi glatki odnosno tlocrtno strogo kružni. Debljina zidova kreće se između 1,75 i 2,75 m. Vrh potpornja ukrašen je vijencem velikih mukarnasa (stalaktitni ukrasi) poslaganih u tri reda. Crteži francuskih putopisaca P. Costea i E. Flandina iz 19. stoljeća ukazuju da su na vrhu postojali i kufski ornamenti, no uklonjeni su prilikom kadžarske restauracije iz 1882. godine. Stručnjaci također pretpostavljaju da je južna strana tornja nekoć obnavljana s obzirom na to da su opeke svjetlije nego na sjevernoj strani. Do unutrašnjosti građevine vode dva portala visoka 7 m, a neposredno iznad sjevernog vidljivi su ostaci otvora stubišta koji svjedoči da je prilikom izgradnje postojala susjedna građevina čija funkcija nije poznata. Toranj je danas smješten u malenom parku čiji pravokutni oblik prati os dvaju portala i pristupa mu se s Ulice Šahida Takipura na sjeveru odnosno Ulice Mira Abedinija na jugu.

## Galerija
- Fasada s mukarnasima
- Sjeverni portal
- Prizemni interijer
- Interijer
- Gornji otvor iznutra

## Poveznice
- Raj
- Teheran